# Пластична хірургія

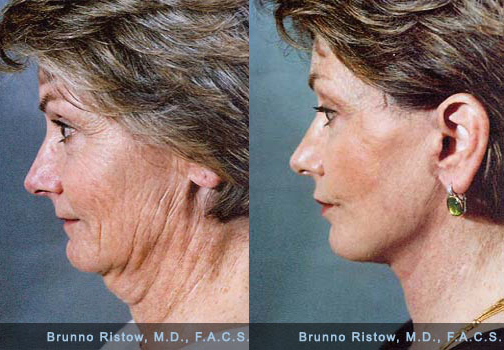
Пластична хірургія обличчя

Пласти́чна хірургі́я — розділ хірургії, що займається операціями, спрямованими на усунення деформацій і дефектів органу, тканини або поверхні людського тіла чи корекції видимих фізіологічних змін.
Найчастіше виконуються такі пластичні операції: корекція носа, підборіддя і вух, підтяжка обличчя, чола та шиї, блефаропластика, пластика брів, корекція губ, ін'єкції із застосуванням ботоксу; ліпосакція в області живота і талії, збільшення, зменшення і корекція грудей, омолодження рук; збільшення сідниць, ліпосакція в зоні «галіфе», зміна форми малих і великих статевих губ.

## Види пластичних операцій
Пластичні операції розділяються на два основних види — реконструктивні та естетичні.
Реконструктивні пластичні операції допомагають усунути деформації, дефекти тканин і органів, і відновити їх функції методами пластичної хірургії. Подібні операції проводяться у людей, яким нанесено тілесне ушкодження в результаті травми, хвороби або у яких є вроджені дефекти.
Естетичні пластичні операції — це застосування методів пластичної хірургії з метою поліпшення зовнішності. Їх класифікують за областю виконання:
- омолодження обличчя (ритидектомія, фейсліфтінг)
- пластику повік (блефаропластика)
- пластика носа (ринопластика, септопластика)
- пластика вушних раковин (отопластика)
- пластика губ (гейлопластика)
- пересадка волосся
- пластика підборіддя (ментопластика, мандибулопластика або геніопластика)
- пластика вилиць (малярпластика)
- пластика шиї і підпідбородочні області (цервікопластика)
- пластика грудей (маммопластика)
- пластика живота (абдомінопластика, ліпосакція)
- пластика сідниць (глютеопластика)
- пластика рук (брахіопластика)
- пластика гомілок і внутрішньої поверхні стегна (круропластика, фемурпластика)
- пластика малих і великих статевих губ (лабіопластика)
- пластика гімена (гіменопластика)
- пластика вагіни (вагінопластика)
- пластика пеніса (фалопластика)
- пластика шиї (платизмопластика)
- підтяжка шкіри після схуднення (панікулектомія, торсопластика)
- комбінована пластика (двох або більше областей)
- реконструктивна пластика (при масивних зовнішніх ураженнях, як реконструктивна хірургія)

Однією з найпопулярніших естетичних пластичних операцій є ліпосакція, виконувана в різних зонах в залежності від показань.

## Дивись також
- Міжнародне товариство естетичної пластичної хірургії
- Журнал естетичної хірургії

### Відео
- Розвиток пластичної хірургії в Україні. Лінія здоров'я 32 хв на youtbe, 2020
- Україна стала затребуваною на світовому ринку пластичної хірургії на youtbe 2019